# Prix du livre de jazz
Le prix du livre de jazz est une récompense musicale décernée chaque année depuis 1985 par l'Académie du jazz au meilleur livre traitant de jazz.
À la mort du critique Charles Delaunay en 1988, le prix a porté le nom de « prix Charles-Delaunay ». Il est revenu à son nom d'origine en 2005.
Laurent Cugny l'emporte quatre fois en 1990, 1993, 2009 et 2014 ; Alain Gerber trois fois en 1999, 2002 et 2012.

## Liste des lauréats
- 1985 : Herman Leonard, L’œil du jazz, Éd. Filipacchi
  - Charles Delaunay, Delaunay’s Dilemma
- 1986 : Alain Tercinet, West Coast Jazz, Éd. Parenthèses
- 1987 : Big Bill Broonzy, Big Bill Blues, Éd. Ludd 
  - Lucien Malson et Christian Bellest, Le jazz, PUF, coll. « Que sais-je ? »
- 1988 : Philippe Carles, André Clergeat et Jean-Louis Comolli, Dictionnaire du jazz, Éd. Albin Michel
- 1989 : Miles Davis, Miles : l’autobiographie, Presse de la Renaissance
- 1990 : Laurent Cugny, Las Vegas Tango, Éditions P.O.L, coll. « Birdland »
- 1991 : Alain Tercinet, BeBop, Éditions P.O.L
- 1992 : Jean-Paul Levet, Talkin’ That Talk : le langage du blues et du jazz, Hatier
- 1993 : Laurent Cugny, Electric Miles Davis (1968-1975), Birdland/André Dimanche Éditeur
- 1994 : Florence Martin, Bessie Smith, Éditions du Limon, coll. « Mood Indigo »
- 1995 : Geoff Dyer, Jazz Impro, Éditions Joëlle Lasfeld
- 1996 : Laurent de Wilde, Monk, L’Arpenteur/Gallimard
- 1997 : Georges Paczynski, Une histoire de la batterie de jazz. Tome 1, Outre Mesure
- 1998 : François Postif, Jazz Me Blues (photographies de Jean-Pierre Leloir), Outre Mesure
- 1999 : Alain Gerber, Fiesta in Blue : textes de jazz, Éditions Alive
- 2000 : Georges Paczynski, Une histoire de la batterie de jazz. Tome 2, Les années BeBop, Outre Mesure
- 2001 : Roy DeCarava, Le son que j’ai vu, Phaïdon
- 2002 : Alain Gerber, Louie, Fayard
- 2003 : Sue Graham Mingus, Pour l’amour de Mingus, Éditions du Layeur
- 2004 : Jean-Pierre Lion, Bix Beiderbecke : une biographie, Éd. Outre Mesure
- 2005 : Philippe Baudoin, Une chronologie du jazz, Éd. Outre Mesure
- 2006 : Pannonica de Koenigswarter, Les musiciens de jazz et leurs trois vœux, Buchet/Chastel
- 2007 : Lewis Porter, John Coltrane, sa vie, sa musique, Outre Mesure
- 2008 : Joaquim Paulo Jazz Covers, Taschen
- 2009 : Laurent Cugny, Analyser le jazz, Outre Mesure
  - Gérard Régnier, Jazz et société sous l’Occupation, L'Harmattan
- 2010 : Pascal Anquetil, Raphaële Vidaling et Rémi Vimard, Misterioso : le petit livre à offrir à un amateur de jazz, Tana Éditions
- 2011 : Alain Pailler, KO-KO, Éditions Alter ego
- 2012 : Alain Gerber, Petit dictionnaire incomplet des incompris, Éditions Alter ego
- 2013 : Hampton Hawes (avec Don Asher), Lâchez-moi, 13e Note Éditions
- 2014 : Laurent Cugny, Une histoire du jazz en France. Tome 1, Du milieu du XIXe siècle à 1929, Outre Mesure
  - Jean-Luc Katchoura et Michele Hyk-Farlow, Tal Farlow, Un accord parfait (Paris Jazz Corner)
- 2015 : Julia Blackburn, Lady in Satin, Rivage Rouge/Payot
- 2016 : Duke Ellington, Music Is My Mistress, Slatkine
- 2017 : Pierre Fargeton, André Hodeir, le jazz et son double, Éditions Symétrie
- 2018 : Youssef Daoudi, Monk !, Les Éditions Martin de Halleux
- 2019 : Ex aequo : Alexia Guggémos & Nicole Bertolt,  Boris Vian 100 ans, Éditions Heredium, et Christelle Gonzalo & François Roulmann, Anatomie du Bison : chrono-biobibliographie de Boris Vian, Éditions des Cendres[3]
- 2020 : Maxime Gordon, Dexter Gordon Sophisticated Giant, Éditions Lenka Lente[4]
- 2021 : Ludovic Florin, Chick Corea, Du Layeur Éd., septembre 2021, 280 p. (ISBN 978-2915126907)[5]
- 2022 : Steven Jezo-Vannier, Ma Rainey : La Mère du blues, Le Mot et le Reste, août 2022, 276 p. (ISBN 2384310720)[6]